# Калиев, Мухиден
Мухиден Калиев (каз. Мұхиден Ғалиев; 1912 год, Астраханская губерния — 1989 год) — председатель колхоза имени Карла Маркса Новобогатинского района Гурьевской области, Казахская ССР. Герой Социалистического Труда (1948).

## Биография
1929—1931 — член колхоза «Кызылбалык».
1932—1942 — бригадир, председатель товарищества «Жана тан».
1942—1957 — директор колхозов «Карл Маркс» Тущыкудукского сельсовета, «Кара Батыр» Забурынского сельсовета и «Ворошилов» Орпинского сельсовета.
1957—1964 — управляющий фермой совхоза «Новобогат».
Указом Президиума Верховного Совета СССР от 23 июля 1948 года «за получение высокой продуктивности животноводства в 1947 году при выполнении колхозом обязательных поставок сельскохозяйственных продуктов и плана развития животноводства» удостоен звания Героя Социалистического Труда с вручением Ордена Ленина и золотой медали Серп и Молот.

## Память
Решением акима Тущыкудукского сельского округа Исатайского района Атырауской области от 7 декабря 2016 года улице в селе Тущыкудук Тущыкудукского сельского округа Исатайского района присвоено имя «Мухидена Калиева».